# Computador analógico
O computador analógico é um tipo de dispositivo computacional que modela o problema a ser resolvido usando mecânica ou hidráulica. Genericamente um computador analógico usa um tipo de grandeza física para representar o comportamento de outro sistema físico ou função matemática. A modelagem de um sistema físico real em um computador é chamado de simulação.

## Linha do tempo
- O mecanismo de Anticítera é o computador analógico mais antigo conhecido. Foi projetado para calcular posições astronômicas. Foi descoberto em 1901 na ilha grega de Antikythera, entre Kythera e Creta, e foi datado para cerca de 100 AC.
- Al-Biruni inventou o primeiro calendário computador movido mecanicamente, cerca de 1000 DC.
- A régua de cálculo é um computador analógico operado manualmente para fazer multiplicações e divisões, inventada entre 1620–1630, logo após a publicação do conceito de logaritmo.
- O analisador diferencial, um computador analógico mecânico projetado para resolver equações diferenciais por integração, usando mecanismos de engrenagem para realizar a integração. Inventado em 1876, foram construídos primeiramente entre as décadas de 1920 e 1930.
- As miras de bombas da segunda guerra mundial usavam computadores analógicos mecânicos.
- O computador MONIAC foi um modelo hidráulico de economia nacional construído no início da década de 1950
- Heathkit EC-1 é um computador analógico educacional construído pela Heath Company, EUA em cerca de 1960.

## Computador híbrido (analógico-digital)
Existe um dispositivo intermediário, um computador híbrido, no qual um computador digital é combinado com um computador analógico.

## Componentes
Computadores analógicos geralmente têm um sistema complicado, mas possuem, em seu núcleo, um conjunto de componentes-chave que realizam os cálculos, os quais o operador manipula através do sistema do computador.
Componentes-chave hidráulicos podem incluir canos, válvulas ou torres; componentes mecânicos podem incluir engrenagens e alavancas; componentes elétricos podem incluir:
- potenciômetros
- amplificadores operacionais
- integradores
- geradores de funções

As operações matemáticas básicas usadas num computador analógico elétrico são:
- soma
- inversão
- exponenciação
- logaritmo
- integração com respeito ao tempo
- diferenciação com respeito ao tempo
- multiplicação e Divisão

## Aplicações
Computadores analógicos são normalmente criados para uma finalidade específica, como acontece em circuitos eletrônicos que implementam sistemas de controle, ou em instrumentos de medição. Nestes sistemas, os resultados da computação analógica são utilizados dentro do próprio sistema. Existem também computadores analógicos flexíveis, que podem ser facilmente configurados para resolver problemas determinados. A maioria destes computadores analógicos possui uma série de elementos capazes de ser reagrupados para resolver sistemas de equações diferenciais, por exemplo. Eles também podem simular sistemas descritos por equações matemáticas complexas.
O termo analógico se refere ao fato das grandezas físicas contínuas dentro do computador poderem representar diretamente uma grandeza também contínua em um sistema físico real. Em contraposição, num computador digital todas grandezas são de estados elementares e de tempo discreto, e a representação de variáveis de sistemas físicos seria portanto menos direta do que em computadores analógicos.
Computadores analógicos também podem verdadeiramente emular o funcionamento de um sistema físico, criando um mapemento biunívoco entre todas as variáveis do sistema e todas as variáveis operadas pelo computador. Algumas pessoas vêem um túnel de vento como uma forma de um computador analógico.
Exemplos importantes da aplicação de computadores analógicos são:
- O economista britânico Alban W. Phillips certa vez construiu um computador analógico hidráulico para implementar um modelo econômico. Computadores hidráulicos foram muito pesquisados na União Soviética nos primórdios da computação.
- O prolífico pesquisador Vannevar Bush construiu em 1930 uma máquina chamada Analisador Diferencial, que foi aplicada em diversos projetos importantes, inclusive no da primeira bomba atômica.

## Pesquisa atual
Enquanto a computação digital é extremamente popular, pesquisas em computação analógica são feitas por poucas pessoas em todo o mundo. Nos Estados Unidos, Jonathan Mills da Universidade de Indiana em Bloomington, Indiana vem trabalhando em pesquisa usando Computadores Analógicos Estendidos. No laboratório de robótica de Harvard, a computação analógica é um dos tópicos de pesquisa. Na Alemanha Bernd Ulmann com seu projeto Analog Paradigm.    
No Brasil, atualmente na UDESC - Universidade do Estado de Santa Catarina, no Laboratório de Circuitos Eletrônicos Não Lineares do grupo de pesquisa em Dinâmica não Linear do Departamento de Física e do Programa de Pós-Graduação em Física (curso de mestrado em Física), realizam estudos de caso experimental com computadores analógicos.   